# Internationaux de Strasbourg 1988
L'Internationaux de Strasbourg 1988 è stato un torneo di tennis giocato sulla terra rossa.
È stata la 2ª edizione del Internationaux de Strasbourg, che fa parte della categoria Tier V nell'ambito del WTA Tour 1988. Si è giocato a Strasburgo in Francia, dal 16 al 22 maggio 1988.

## Campionesse

### Singolare
Sandra Cecchini ha battuto in finale  Judith Wiesner con il punteggio di 6–3, 6–0

### Doppio
Manon Bollegraf /  Nicole Provis hanno battuto in finale  Jenny Byrne /  Janine Tremelling con il punteggio di 7–5, 6–7, 6–3